# Antoni Novellas i Roig
Antoni Novellas i Roig. Barcelona 1879-1951, fue un farmacéutico español impulsor de la farmacognosia e introductor en España de la opoterapia en el año 1906.
Se licenció en el año 1901 y el 11 de enero de 1902 abría la farmacia Novellas (farmacia Bolós) en la Rambla de Cataluña de Barcelona, decorada por el arquitecto modernista Antoni Falguera i Sivilla quien, años más tarde se convertiría en su cuñado. El 11 de enero de 1927, exactamente 25 años después, la vendió a la familia Bolós, que actualmente la regenta y que ha mantenido la exquisita decoración y vitrales modernistas.
Se dedicó al «Laboratori d'especialitats farmacèutiques Antonio Novellas», situado en la calle Alfonso XIII, 456 (actual avenida Diagonal), que más tarde se trasladaría a la calle Bruc, 172.
Fue un investigador inquieto que estudió y pasó largas temporadas en Alemania, Suiza y Francia. Perfeccionando sus conocimientos de farmacognosia en Montpellier.
Se le considera el introductor de la organoterapia en España en 1906 con la publicación de su trabajo: «Nuevos métodos de preparación de medicamentos opoterápicos» y con la preparación de especialidades opoterápicas en su laboratorio.
Implantó la estabilización de los vegetales[cita requerida] en 1927 y comercializó preparados fitoterapéuticos. A pesar de no ser homeópata, mostró gran interés por esta especialidad y le dedicó algunos de sus trabajos.
Contaba con una biblioteca con más de 2.000 volúmenes y un pequeño museo de ciencias naturales, mineralogía y farmacia con piezas de cerámica y vidrio antiguo.
Fue fundador y primer presidente de la Institució Catalana d'Història Natural, filial del Instituto de Estudios Catalanes.
Escribió unas setenta obras, entre artículos, estudios y conferencias.
- Datos: Q8201077